# Nickname
Een nickname of kortweg nick is (meestal) een (zelf gekozen) bijnaam.
Het is vaak een korte, slim gekozen, grappige, schattige, beledigende of anderszins alternatieve naam voor een mens of voorwerp. In het Engels betekent het woord min of meer hetzelfde als bijnaam, maar in het Nederlands is de term sterk verbonden met gebruikersnamen op internet, bijvoorbeeld op fora en voor internetdiensten, dating en chatten. Daarmee is niet gezegd dat de gekozen nick gelijk moet zijn aan de gebruikersnaam.
Een internetgebruiker kan een nickname kiezen om persoonlijke redenen of omdat het gebruikelijk is. Ook kan hij dit gebruiken om min of meer anoniem te blijven tegenover een of meer andere aanwezigen op internet: medegebruikers, aanbieders van de gebruikte diensten, commerciële partijen of de overheid. Met de nick is de gebruiker dan toch herkenbaar binnen de internetomgeving.
Veel nicknames onthullen wel iets over de gebruiker, bijvoorbeeld geslacht, taal, woonplaats of een hint naar de werkelijke naam. Dergelijke aanwijzingen kunnen natuurlijk ook vals zijn, om de identiteit verder te verhullen. Zo suggereert de (fictieve) nick Maria1991 een vrouw en een geboortejaar, maar dit is voor andere bezoekers van een website vaak niet na te gaan.
Een avatar dient min of meer hetzelfde doel als een nick, maar is visueel, bijvoorbeeld een foto, tekening of poppetje waarmee een gebruiker of een voorwerp aangeduid wordt. Een pseudoniem heeft meestal een ander doel dan een nickname en hoort bij andere levensgebieden, hoewel er overlapping kan zijn.